# Molvice
Molvice falu Horvátországban Kapronca-Kőrös megyében. Közigazgatásilag Kalinovachoz tartozik.

## Fekvése
Szentgyörgyvártól 9 km-re, községközpontjától  5 km-re keletre a Čivićevac-patak jobb partján fekszik.

## Története
A falunak 1890-ben 113, 1910-ben 133 lakosa volt. Trianonig Belovár-Kőrös vármegye Szentgyörgyi járásához tartozott. 2001-ben 42 lakosa volt.

## Külső hivatkozások
- Kalinovac község hivatalos oldala
- A kalinovaci plébánia honlapja